# Радиоуправляемый самолёт

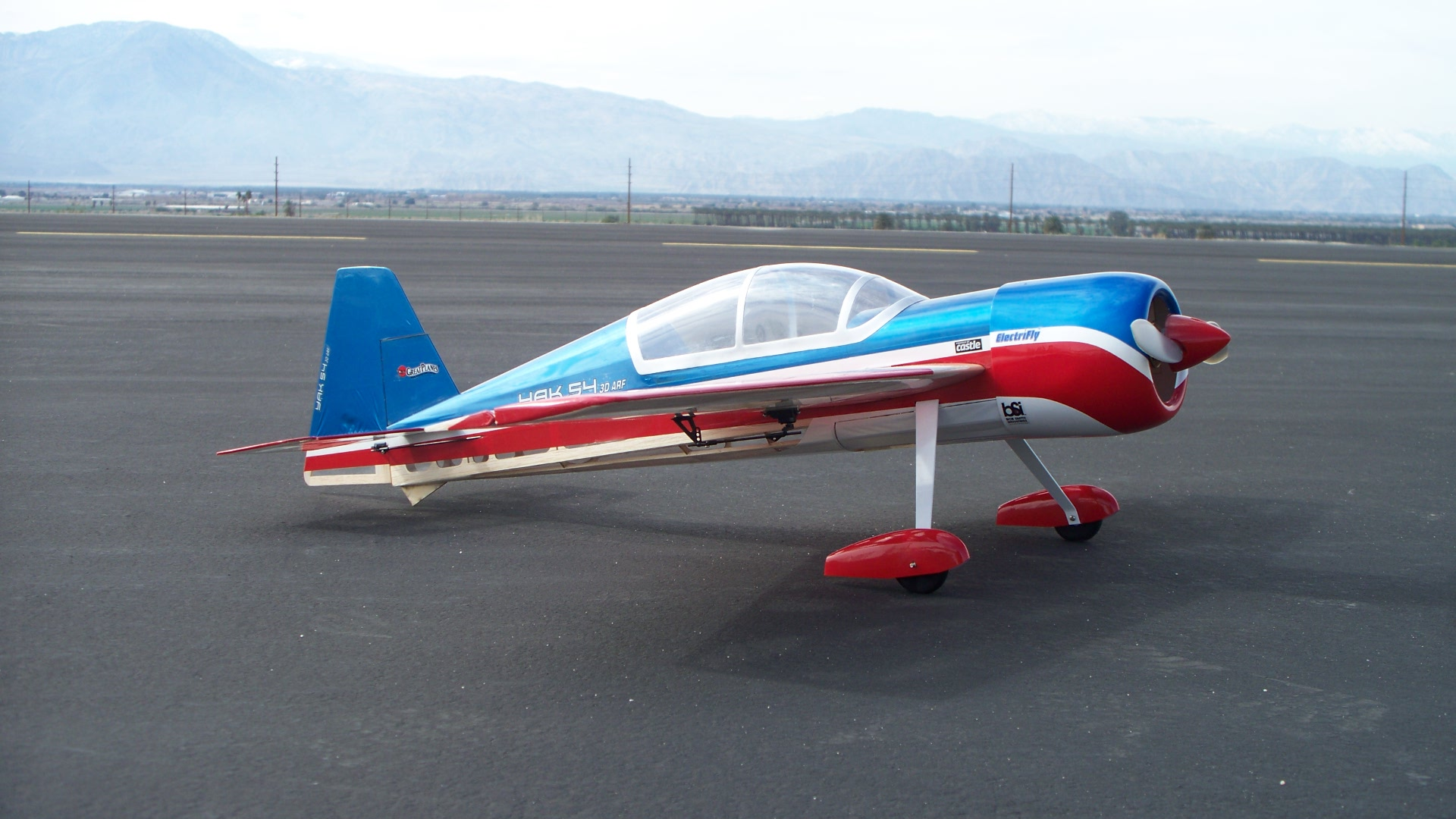
Пилотажная радиоуправляемая модель самолёта

Радиоуправля́емый самолёт (РУ-самолёт, RC-самолёт) — модель самолёта, которая управляется с помощью радио или инфракрасной связи. Вес радиоуправляемых моделей начинается с десятков граммов и может достигать десятков, а в военной отрасли даже сотен килограммов.

## Классификация

### Тип

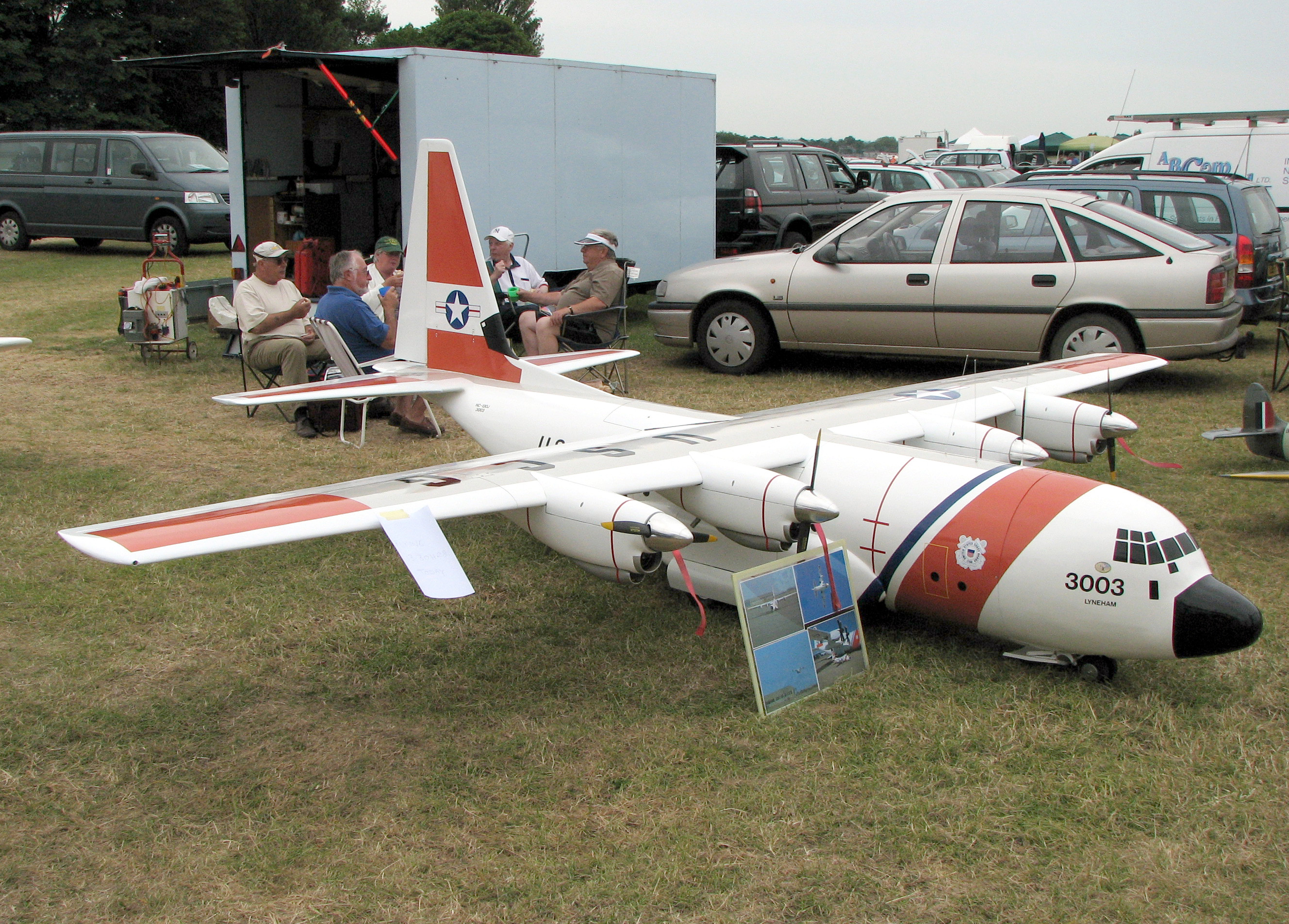
Модель-копия транспортного самолёта C-130J

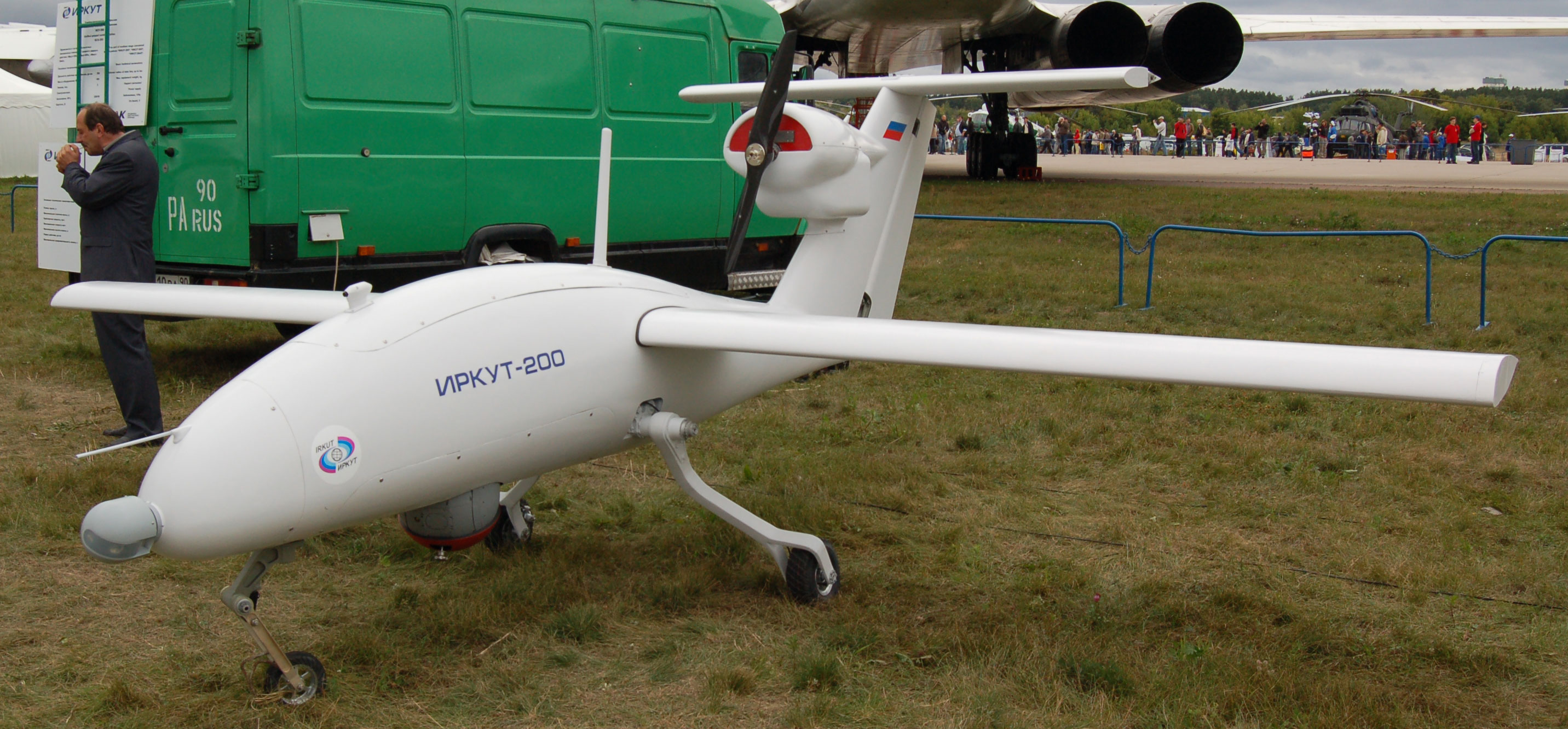
«Иркут-200». Российский БПЛА дистанционного зондирования местности и доставки грузов до 50 кг

В основном радиоуправляемые модели делятся на следующие типы:
- Тренировочные (или «тренеры») — простые, как правило, недорогие модели-высокопланы, выполненные по нормальной аэродинамической схеме с V-образным крылом. Реже встречаются тренеры-низкопланы, которые рассчитаны на продолжение обучения. Просты в управлении, умерены в маневренности и скорости. Конструкция модели прощает большинство ошибок начинающего «пилота». Для этих целей часто планер самолёта выполнен не в виде обтянутого силового набора, а из вспененного пластика. Редко тренировочные самолёты своим видом напоминают реально существующий прототип из настоящей авиации. Облик модели принесён в жертву простоте управления и живучести всей конструкции в целом. Встречаются «тренеры» с тянущими и толкающими винтами приводимыми в действие ДВС или электродвигателями.

- Пилотажные — модели рассчитанные на выполнение сложного и высшего пилотажа. Подходят опытным «пилотам». В массе своей это низкопланы, среднепланы и бипланы. Оснащаются ДВС, электродвигателями или реактивными двигателями. Пилотажные модели бывают как напоминающие реально-существующий прототип, так и нет. Часто маневренность и тяговооружённость самолёта ставится во главу угла, и модель лишь напоминает самолёт как таковой. Часто кроме классической аэродинамической схемы применяется схема летающее крыло.

- Фан-флайеры — модели рассчитанные на выполнение сложного, высшего пилотажа и, так называемого, 3D-пилотажа. Такие модели оснащены очень крупными управляющими поверхностями, отклоняющимися на большой градус и мощными и быстрыми исполнительными механизмами. Как правило тяговооружённость фан-флаеров сильно выше единицы. Большинство таких моделей построены по нормальной аэродинамической схеме, но не претендуют на копийность.

- Копии и полукопии — масштабные модели своим внешним видом, типом силовой установки и летными характеристиками максимально приближенные к реально существующим или существовавшим самолётам. Как правило, такие самолёты имеют убираемые шасси и механизацию крыла. Реже встречаются копии выполненные столь подробно, что имеют управление аэродинамическими и колёсными тормозами, открывающимся фонарём кабины, тормозным парашютом, бортовыми огнями и т. п. Оснащаются ДВС, электродвигателями или реактивными двигателями.

- Военного и специального назначения. Встречаются модели для самого разного ряда задач: аэрофотосъемка, трансляция и ретрансляция сигнала, ударные задачи, проведения экологических экспериментов, доставка медикаментов, продуктов и почты при оказании экстренной помощи в процессе ликвидации аварий и катастроф в труднодоступных и опасных для человека местах, а также для военной, инженерной, радиационной, химической и биологической разведки. Множество подобных летательных аппаратов управляются не по радио, а перемещаются по заранее заложенному в модель маршруту. В последний могут вноситься поправки по радиоканалу.

также см. 

### Силовая установка

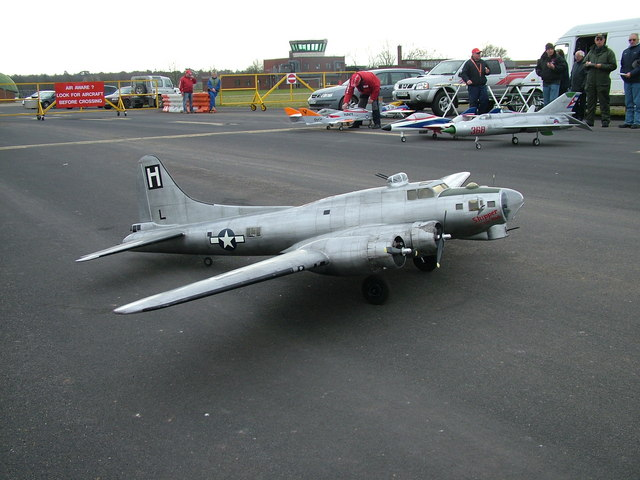
Радиоуправляемая модель-копия бомбардировщика B-17

Как правило, РУ самолёты оснащаются электро- или двигателями внутреннего сгорания. Реже встречаются модели оснащённые реактивными двигателями, самой дешевой разновидностью воздушно-реактивного двигателя является ПуВРД, который также нашёл применение в радиоуправляемых самолётах. 

#### Модели с электродвигателями
До широкого распространения литий-полимерных аккумуляторов это был достаточно дорогой и ограниченный вариант силовой установки. С появлением же последних, тяговые аккумуляторы моделей стали сравнительно лёгкими и мощными (большая токоотдача). Как правило, питание всей системы происходит от тягового аккумулятора емкостью приблизительно от 70 до 7000 мА·ч и напряжением 3,7-37 Вольт. Наряду с LiPo аккумуляторами все ещё используются Ni-MH и NiCd, а в последнее время на рынке начали появляться LiFePO4.
Электронный регулятор хода (ESC) зачастую оснащен преобразователем (BEC) напряжения тягового аккумулятора к бортовому (4,8 либо 6 Вольт). Это требуется для питания сервомеханизмов, приёмника, гироскопа и прочей бортовой аппаратуры.
Двигатель в большинстве современных РУ самолётах бесколлекторный трёхфазный бездатчиковый. Обороты большинства подобных двигателей лежит в пределах 150-7000 KV(обороты на вольт), мощность — от 10 Вт до 15кВт. Вес от единиц граммов до трёх килограммов. Основное распространение получили двигатели с ротором, вращающимся вокруг статора (так называемые outrunner  (англ.)). Реже встречаются с ротором, вращающимся внутри статора (так называемые inrunner  (англ.)). Подобные двигатели в отличие от ДВС применяются как с пропеллерами, так и с импеллерами. Коллекторные двигатели всё ещё применяются, хотя быстро вытесняются бесколлекторными.
Модели с электродвигателями представлены, как правило, летательными аппаратами от 7-8 граммов до 10 кг. Электрическая силовая установка используется на моделях разных классов.
Модели с солнечными батареями на крыльях.
- Преимущества:
  - Модель всегда чистая: не имеет следов топлива, смазки, выхлопа, характерного запаха, что удобно для хранения и обслуживания в жилом помещении.
  - Двигатель не может заглохнуть.
  - Двигатель можно полностью выключать и включать неограниченное количество раз в течение полёта (крайне полезное свойство для мотопланеров), остановленный пропеллер создает заметно меньшее воздушное сопротивление, чем постоянно вращающийся на небольших оборотах.
  - Гораздо проще в обслуживании и предполётной подготовке. Не требует кропотливой настройки, специфических инструментов. Последнее сводится к зарядке или замене аккумуляторной батареи.
  - Работа электродвигателя практически не зависит от внешних условий (температура воздуха, влажность, атмосферное давление).
  - Звук работы двигателя обычно значительно тише.
  - Возможность запуска модели в жилых помещениях.
  - Возможность постройки модели как крупных, так и очень мелких масштабов.
  - Модель не меняет массы и центровки в течение полёта, либо модель проще проектировать, поскольку не нужно учитывать изменение массы топлива.
  - Аккумулятор не разряжается внезапно в отличие от выработки жидкого топлива. Сперва уменьшается тяга, что служит сигналом о скором истощении силового аккумулятора. По той же причине модель всегда будет оставаться управляемой (двигатель требует значительно больше энергии, чем сервомеханизмы).
  - Значительный моторесурс, относительная дешевизна электродвигателей и запасных частей.
  - Удобство центровки модели с помощью тяжёлого силового аккумулятора.
  - Легче подобрать геометрически подходящий двигатель для копийных моделей.

- Недостатки:
  - LiPo аккумуляторы требуют аккуратного к себе отношения, поскольку пожароопасны.
  - Тяга двигателя заметно изменяется во время полета, поскольку аккумулятор разряжается, и его напряжение падает.
  - Определенная сложность выбора связки аккумулятор — двигатель — регулятор хода, вызванная зависимостью параметров каждого из этих устройств от параметров другого устройства, а вместе сильно влияют на массу модели и её летные характеристики.
  - Отсутствие выхлопа и характерного шума работы ДВС, роднящих модель с полноценным прототипом, и создающих определенную «атмосферу».
  - Довольно медленная зарядка аккумуляторных батарей, жесткие требования к процессу заряда некоторых типов аккумуляторов, как следствие, необходимость использовать сложные зарядные устройства.
  - Аккумуляторы обычно имеют большую массу (от 15 до 60 % от массы модели), и требуют правильного расположения в отсеках модели для избежания повреждения бортовой аппаратуры тяжелым аккумулятором при ударе о землю.

#### Модели с ДВС
Модели с ДВС представлены, как правило, летательными аппаратами от 700-1000 граммов до десятков кг. Применяются двухтактные или четырёхтактные двигатели. Основное распространение имеют калильные двигатели, значительно реже встречаются компрессионные, пневматические или бензиновые двигатели. Наибольшее распространение имеют одноцилиндровые атмосферные двигатели. К экзотике можно отнести роторные, оппозитные, рядные многоцилиндровые, звездообразные, инжекторные и двигатели с турбонаддувом. Иногда встречаются многомоторные модели.
Бортовое питание обеспечивается независимым от двигателя источником энергии.
- Преимущества:
  - После заправки топливом модель снова может подниматься в воздух.
  - Дымовой выхлоп и характерный шум работы ДВС, роднящих модель с полноценным прототипом.
  - По мере выработки топлива модель становится легче (как правило, на 10-25 %).
  - Тяговые характеристики не меняются в течение всего полёта.

- Недостатки:
  - Больше шума в отличие от электроверсий.
  - Двухтактные ДВС имеют характерный высокий звук работы, отличающийся от «больших» авиационных двигателей.
  - Необходимость регулярного обслуживания ДВС.
  - Трудности содержания модели в чистоте: следы топлива, смазки, выхлопа, характерный запах. Неприемлемо для хранения и обслуживания в жилом помещении. Кроме того, требует соответствующей обработки модели для исключения повреждения её конструкции компонентами топлива.
  - Требует до- и послеполётного обслуживания, специфических инструментов. Особенно с калильными двигателями.
  - Топливо сравнительно дорого. Для калильных двигателей используются смеси, основанные на метаноле и масле, касторовом либо синтетическом.
  - Модель, у которой «сел» аккумулятор теряет управление не выключая двигатель и не снижая его обороты. Заметить тенденцию к разрядке аккумулятора в воздухе не просто.
  - Зажигание бензинового двигателя создает ощутимые помехи для бортового приёмника.

#### Модели с реактивными двигателями

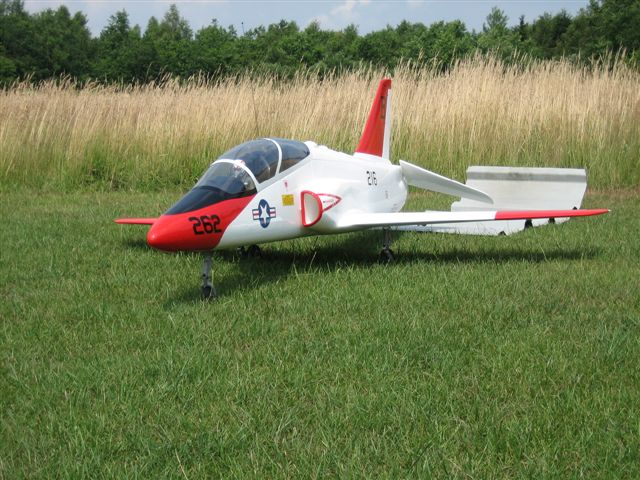
Модель с турбореактивным двигателем. Для защиты от пламени и искр при запуске двигателя позади модели установлен металлический экран

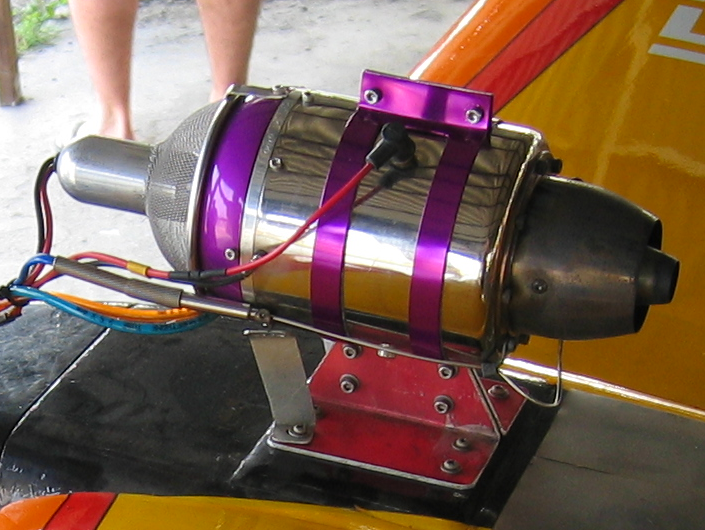
Миниатюрный турбореактивный двигатель

Модели с турбореактивными двигателями представлены, как правило, летательными аппаратами от 3-5 до десятков кг. Первые образцы модельных турбореактивных двигателей, изобретённых Куртом Шреклингом, появились в конце 1980-х, а серийное производство модельных ТРД началось в 1995-м году.
- Преимущества:
  - Те же, что и у моделей с ДВС.
  - Большая энерговооруженность двигателя.
  - Высокая скорость (до 300 км/ч и выше).
  - Характерная для реактивных летательных аппаратов атмосфера и эстетика.

- Недостатки:
  - Больше шума в отличие от электроверсий.
  - Большие размеры моделей (от 1070 мм в размахе).
  - Трудности содержания модели в чистоте: следы топлива, смазки, характерный запах.
  - Требует до- и послеполётного обслуживания, специфических инструментов.
  - Требует сложной бортовой аппаратуры управления двигателем.
  - Турбореактивный двигатель значительно медленнее изменяет свои обороты и тягу по управляющей команде, чем ДВС и электродвигатели.
  - Очень высокая цена относительно других типов силовой установки.
  - Может потребоваться дополнительная механизация крыла и убирающееся шасси ввиду большой скорости полета модели.
  - Очень большой расход топлива двигателем (около 450мл/мин) из-за чего на модели этого типа ставят топливные баки большой ёмкости

### Размеры
Распространена классификация радиоуправляемых авиамоделей по объёму двухтактного калильного двигателя выражаемой в сотых долях кубического дюйма. Модель при этом может быть оснащена 4-тактным или электродвигателем. Такая эквивалентная классификация используется лишь для удобства сравнения.
Несколько распространённых примеров:
- 15 класс (2,5 см³)
- 21 — 25 класс (3,5 — 4 см³).
- 30 — 35 класс (4,9 — 5,8 см³)
- 40 — 46 класс (6,5 — 7,5 см³). Как правило, самолёты с размахом крыла 1,4 — 1,8 м и весом 2-4 кг.
- 50 — 61 класс (8,5 — 10 см³). Как правило, самолёты с размахом крыла 1,5 — 2 м и весом 3-5 кг.
- 90 — 91 класс (≈15 см³). Как правило, самолёты с размахом крыла 1,8 — 2,3 м и весом 5-6 кг.
- 108 класс (≈18 см³).
- 120 класс (≈20 см³).
- 140 класс (≈23 см³).
- 160 класс (≈26 см³).
- 180 класс (≈30 см³).

### Управление

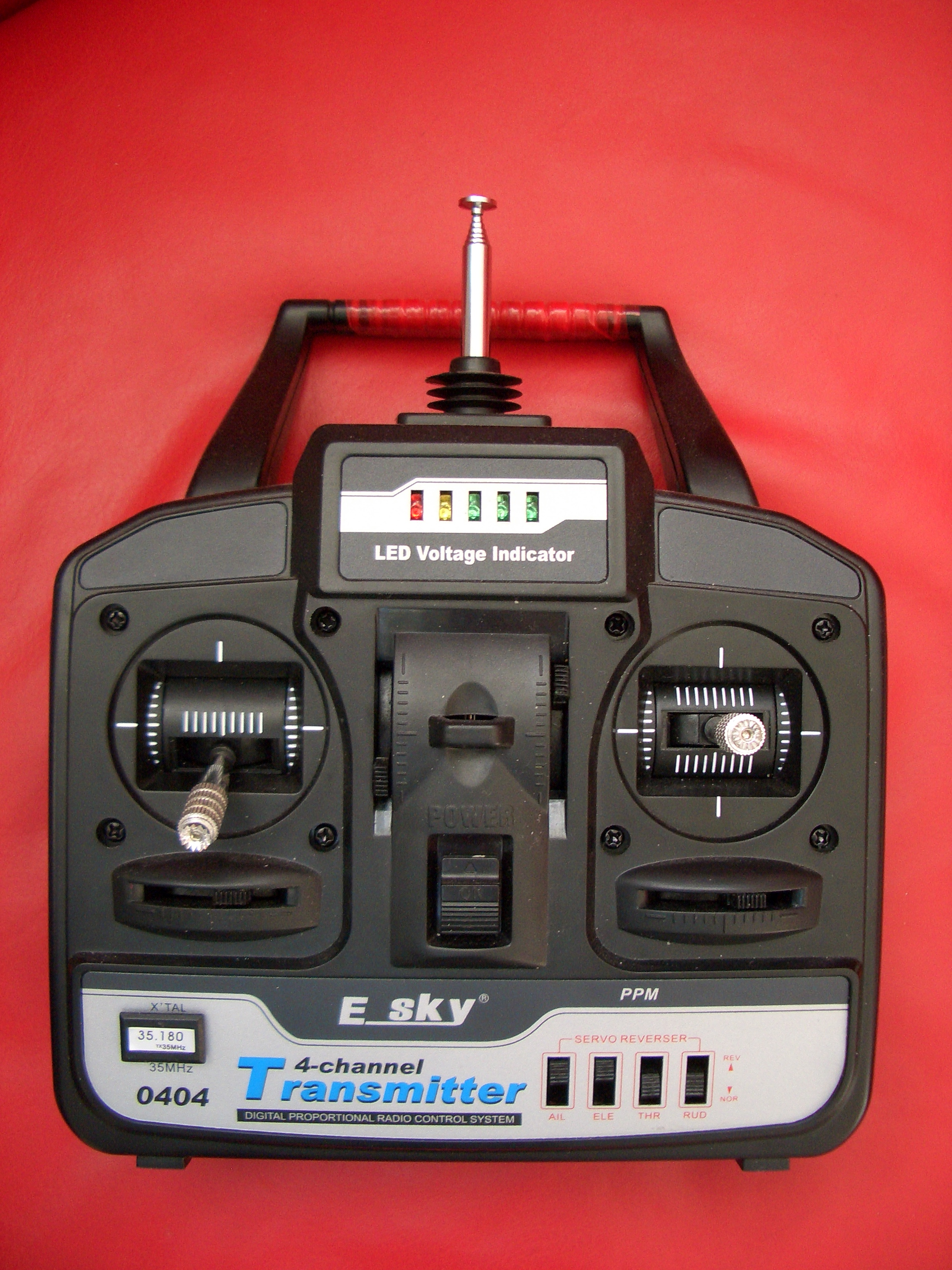
4-канальный аналоговый пульт управления.

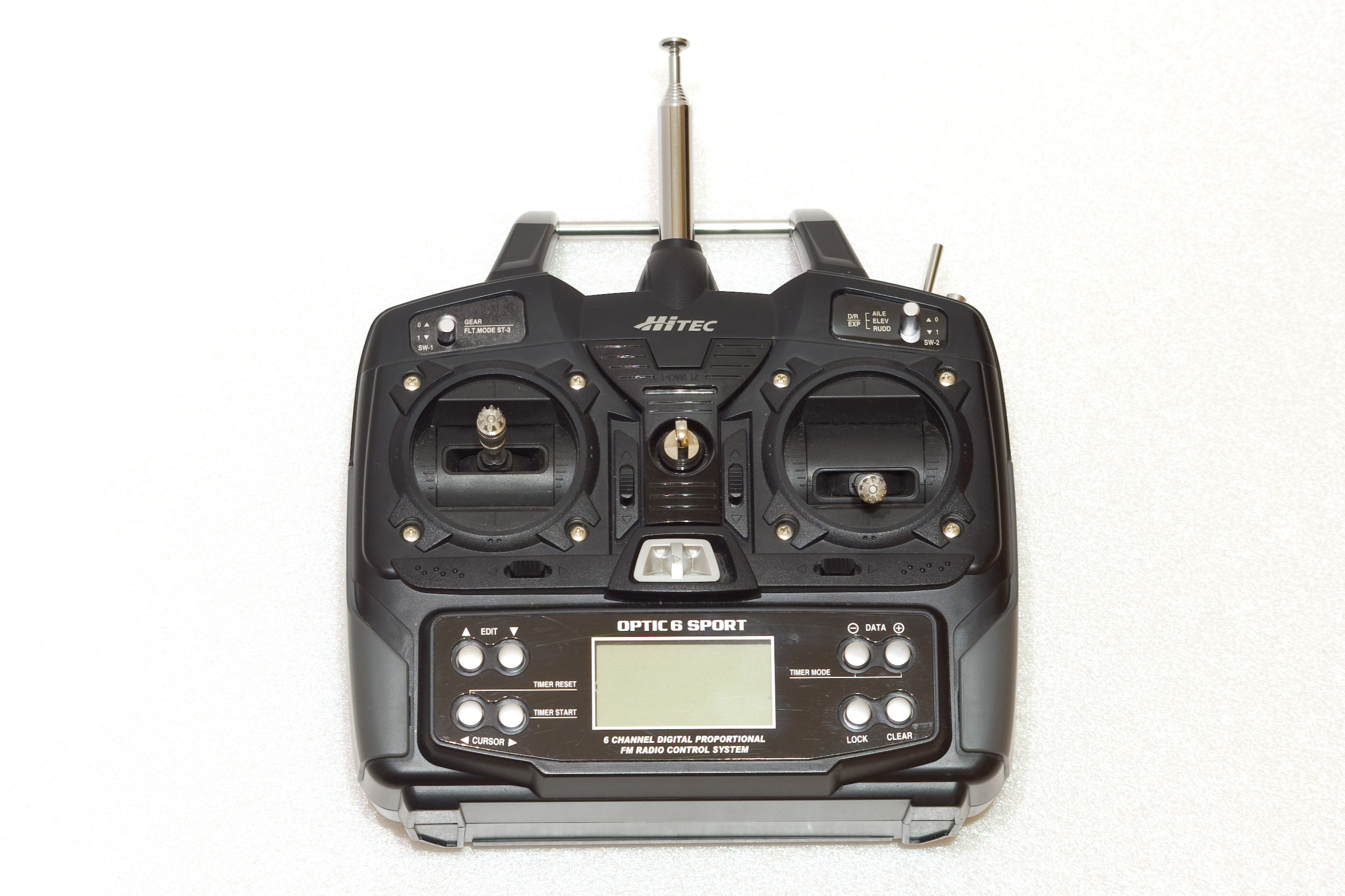
6-канальный компьютеризированный пульт управления.

В большинстве своём устройство моделей самолётов схоже с полноразмерными самолётами. Рынок, однако, предлагает широкое разнообразие упрощённых вариантов. Модели могут различаться по количеству каналов управления:
2-канальные. Управляется посредством изменения оборотов пропеллера/пропеллеров и рулём направления. Альтернативные варианты: управление разнотягом двух электромоторов или управление по крену и тангажу.
3-канальные. В отличие от большинства двухканальных моделей, здесь есть возможность управления газом, рулями высоты и направления. Альтернативные вариант применяется, как правило, в моделях с аэродинамической схемой «бесхвостка»: элевоны (по крену и тангажу) и газ.
4-канальные. Наиболее массовые модели. Управление осуществляется по каналам: газа, крена, тангажа и курса.
5 и более каналов. Дополнительные каналы задействуют, как правило, для управления закрылками или щитками. Иногда, для обеспечения стабильности полёта, добавляются отдельные каналы для управления электронным пьезо-гироскопом/ами по каналам крена, тангажа и направления.
Независимо от перечисленного РУ-самолёты могут иметь каналы управления дополнительными, не относящиеся непосредственно к управлению полётом, функциями: уборка/выпуск шасси, аэродинамические тормоза, колёсные тормоза, фары, огни, камеры, дымогенераторы и прочее. Эти каналы, как правило, дискретные.
Нередко встречается микшированное управление. Например, авиамодели оснащенные флаперонами, элевонами или V-образным оперением. Микшеры чаще электронные, реже механические. Электронные могут быть реализованы как посредством пульта управления, так и отдельными блоками внутри авиамодели. Некоторые аэродинамические схемы, по сути, не могут быть реализованы без применения микшеров. К примеру, «бесхвостка» и «летающее крыло» (элевоны).

## Комплект поставки
- KIT — набор заготовок (готовые элементы силового набора) для самостоятельной постройки самолёта дополненные иногда материалом для обтяжки. Подобные наборы требуют достаточно много времени на сборку и опыта. К положительным моментам можно отнести широкие возможности по модернизации и переделке подобной модели под свои нужды.
- ARF — (англ. Almost Ready to Flight) В целом готовый к полёту. Как правило, это собранные элементы конструкции (стабилизатор, киль, крыло, фюзеляж), которые необходимо собрать в единое целое. Требуют от десятков минут до десятков часов на сборку. Изредка подобные комплекты оснащаются двигателем, однако все равно требуется приобретение сервомашинок, аппаратуры управления и т п. Основное преимущество подобного комплекта поставки — возможность гибкого подбора двигателя и электроники.
- RTF — (англ. Ready to fly) Готовый к полёту. Самодостаточные наборы, которые могут потребовать лишь топлива или элементов питания. Рассчитаны подобные комплекты на новичков, а электроника и двигатели в них, как правило, экономкласса.

## Радиус действия
Как правило, управление РУ моделями происходит в таких пределах видимости управляющего, когда он гарантировано видит положение и направление движения модели. В основном, на это влияют размеры и окрас модели. Часто применяется специальная, яркая и контрастная окраска, упрощающая определение положения модели в пространстве и её заметность. Дальность действия аппаратуры управления, традиционно, сильно превышает это расстояние. В любительской среде иногда встречаются модели управляемые с помощью транслируемых моделью телеметрии и видеосигнала с бортовой камеры. Существуют методы управления с помощью бинокля. Специализированные и военные модели чаще управляются заданием маршрута по координатным точкам.
Также в среде авиамоделистов-любителей все больше становятся популярными так называемые полеты на дальнее расстояние при помощи специальной видеоаппаратуры FPV. Управление моделью ведется непосредственно через модельную аппаратуру без визуального контакта. Слежение за моделью ведется 
при помощи установленных на ней видеопередатчика и небольшой камеры. Изображение транслируется либо на экран компьютера, или же на специальное устройство, подключенное к видеоприемнику.